# Leopold Lenz
Leopold Lenz   (Passau, 22 de juliol de 1804 - Múnic, 19 de juny de 1862) fou un cantant d'òpera (baix-baríton) i compositor alemany.
A Múnic dirigí una societat coral, fent-se aplaudir ensems en el teatre Reial de la mateixa ciutat pel seu excel·lent estil de cant i la seva bella veu de baríton. També prestà el seu servei en la capella del rei de Baviera, en la direcció del teatre Reial (1841) i des de 1846 fins 1848 en el Conservatori com a professor de cant. Més tard es traslladà a Munster on fixà la seva residència.
Va compondre fins a 30 col·leccions de cants alemanys, que es distingeixen per la elegància de les melodies i l'interès de l'acompanyament; les seves primeres composicions aparegueren el 1826 a Augsburg i foren molt celebrats els cants que va compondre pel Faust de Goethe.